# Friedrich-Christian Rieß

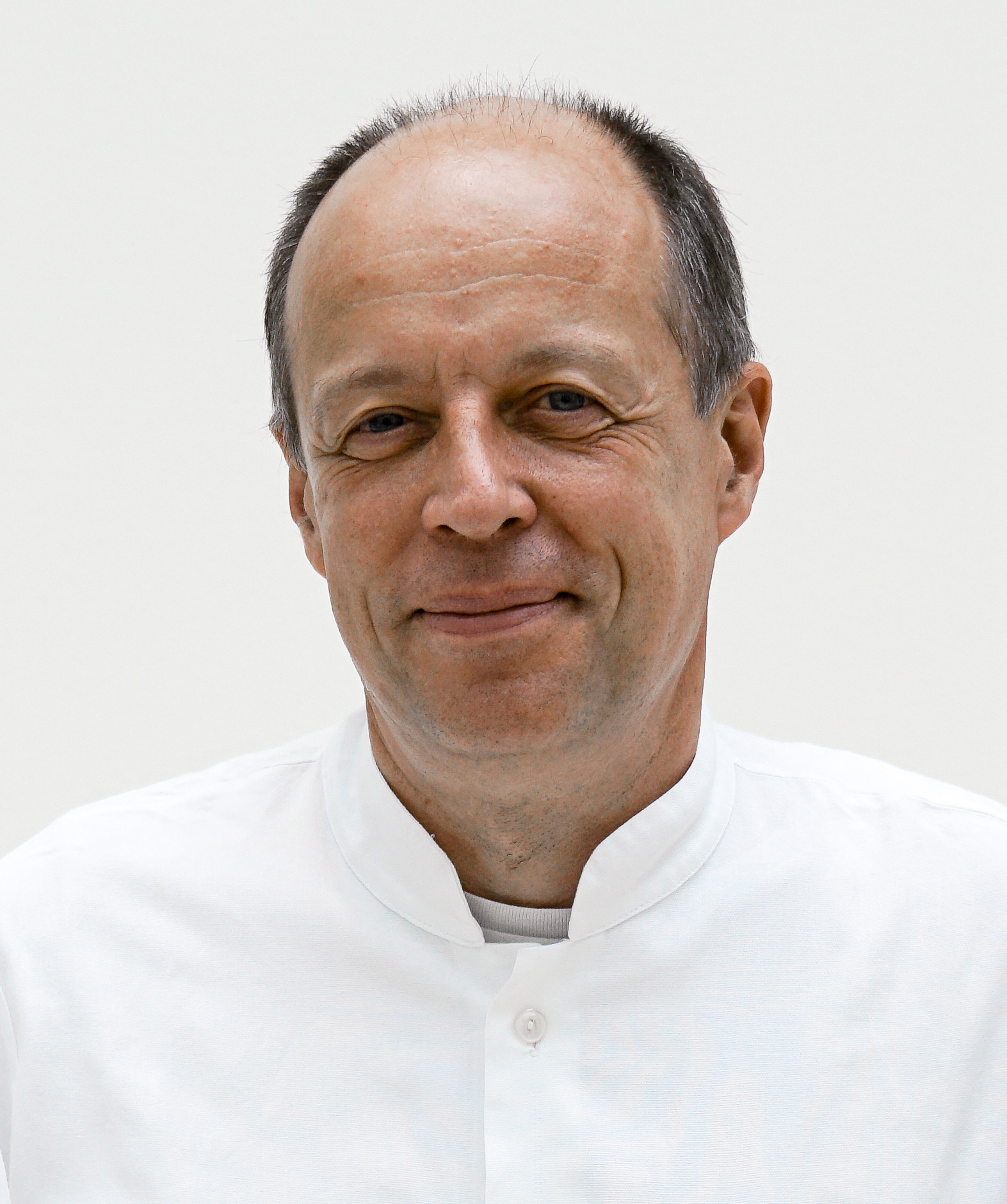
Friedrich-Christian Rieß

Friedrich-Christian Rieß (* 24. August 1955 in Reinbek) ist ein deutscher Herzchirurg und Hochschullehrer an der Universität Hamburg. Von Januar 2006 bis April 2025 war er Chefarzt der Klinik für Herzchirurgie und Chairman des Albertinen Herz- und Gefäßzentrums.

## Beruflicher Werdegang
Rieß leistete seinen Grundwehrdienst von Juli 1976 bis Oktober 1976 als Funker beim Heer in der Grenzland-Kaserne in Flensburg. Von 1976 bis 1982 studierte er Humanmedizin an der Universität Hamburg. Am 2. November 1982 erhielt er dort die Approbation als Arzt. Am 20. April 1983 promovierte er am Universitätsklinikum Hamburg-Eppendorf (UKE) im Fachbereich Medizinische Mikrobiologie, Virologie und Hygiene mit der Dissertation „In-vitro-Züchtung von zwei- und dreifach antibiotikaresistenten Haemophilus influenzae-Bakterien und Charakterisierung deren Plasmid-DNA“, die mit der Note „summa cum laude“ bewertet wurde. Die Forschungsergebnisse der Dissertation führten zu den wissenschaftlichen Publikationen „Origin of Haemophilus influenzae R factors“ und „Amplification of resistance genes in Haemophilus influenzae plasmids“.
Nach seinem Studium arbeitete Rieß von 1982 bis 1986 als wissenschaftlicher Mitarbeiter am Universitätsklinikum Hamburg-Eppendorf in der Abteilung für Herz-, Thorax- und Gefäßchirurgie. Von Juni 1983 bis Mai 1984 diente Rieß als Stabsarzt im Marinefliegergeschwader 2 der Bundesmarine in Tarp/Eggebek für die Truppenversorgung. Nach Absolvieren eines Fliegerarztlehrgangs am Flugmedizinischen Institut der Luftwaffe in Fürstenfeldbruck war er auch zuständig für die medizinische Betreuung der Jet-Piloten. Von 1986 bis 1988 war Rieß tätig als Assistenzarzt der Allgemeinchirurgie im Albertinen Krankenhaus in Hamburg.
Ab 1988 war er als Oberarzt in der neu gegründeten Abteilung für Herzchirurgie an der Kerckhoff-Klinik in Bad Nauheim tätig. Zeitgleich war er Mitglied einer Forschungsgruppe am ortsständigen Max-Planck-Institut für Physiologische und Klinische Forschung, dem heutigen Max-Planck-Institut für Herz- und Lungenforschung, zur Untersuchung der extrazellulären Matrix des menschlichen Myokards.
Die Grundlagenforschung zur Anwendung von rekombinantem Hirudin als Antikoagulans für den kardiopulmonalen Bypass im Max-Planck-Institut für Physiologische und Klinische Forschung in Bad Nauheim sowie in der Abteilung für Hämostaseologie und Transfusionsmedizin der Kerckhoff-Klinik führten am 14. Februar 2000 zur Habilitation an der medizinischen Fakultät der Justus-Liebig-Universität Gießen und 1994 zur ersten Anwendung von rekombinantem Hirudin als Antikoagulans für den kardiopulmonalen Bypass am Menschen bei einem Aortenklappenersatz sowie einer koronaren Bypassoperation.
Im Jahr 1997 wurde Rieß Facharzt für Herzchirurgie mit der fakultativen Weiterbildung Spezielle Herzchirurgische Intensivmedizin im Gebiet der Herzchirurgie (Ärztekammer Hamburg). Seit 1991 ist Rieß leitender Oberarzt und seit 2006 Chefarzt der Herzchirurgie am Albertinen Herz- und Gefäßzentrum. Ein zentrales Thema in der klinischen Arbeit von Rieß ist die minimal invasive komplett arterielle Revaskularisation mittels bilateraler Arteria mammaria, wobei er den Einfluss der Off-pump-Chirurgie im Vergleich zur On-pump-Chirurgie und im Gendervergleich im Hinblick auf Mortalität und Morbidität untersuchte. Weitere Schwerpunkte sind Kombinationseingriffe und die Klappenchirurgie. Am 9. März 2011 wurde er an der Universität Hamburg zum Professor berufen.

## Forschung und Lehre
Rieß hat wissenschaftliche Arbeiten zu unterschiedlichen herzchirurgischen Themen publiziert und ist Autor mehrerer Buchbeiträge. Er ist ein Vorreiter der minimal invasiven koronaren Bypass-Operation am schlagenden Herzen, entwickelte zusammen mit seinem Bruder Andreas Rieß Instrumente für die Off-pump-Chirurgie und führte eine Studie zur koronaren Hybrid-Revaskularisation durch. Sein besonderes Interesse gilt der komplett arteriellen koronaren Bypassversorgung mittels beider Brustwandarterien sowie der minimal invasiven Bypass-Chirurgie ohne Herz-Lungen-Maschine am schlagenden Herzen. Er war beteiligt an der prospektiv randomisierten GOPCABE-Studie. Rieß berichtete 2006 über die neuartige Behandlung eines Patienten mit ausgedehtem thorakalen Aneurysma mittels Hybridaneurysmektomie mit einseitigem Aorta ascendens und Aortenbogenersatz sowie intraluminalem Stenting der Aorta descendens mittels gecoverter Stentprothese.
Rieß gehört dem Gremien zur Erstellung der S3-Leitlinie „Prophylaxe der venösen Thromboembolie (VTE)“  an und wirkt an deren Veröffentlichung mit. Er ist Koautor von Arbeiten zur interventionellen Behandlung von strukturellen Herzerkrankungen. Rieß lehrte nach der Ernennung zum Privatdozenten am 12. Juli 2000 an der Julius-Liebig-Universität Gießen. Seit seiner Umhabilitation an die Universität Hamburg am 12. September 2001 lehrt Rieß am UKE und am Albertinen Herz- und Gefäßzentrum.
Rieß gründete 2019 das Deutsche Zentrum für arterielle Koronarrevaskularisation mit dem Ziel, Herzchirurgen in den OP-Techniken der komplett arteriellen koronaren Bypasschirurgie mittels beider Brustwandarterien in regelmäßigen Kursen weiterzubilden.

## Auszeichnungen und Ehrungen
Im Jahr 2007 erhielt Rieß die Auszeichnung „Teacher of the Year“ des Universitätsklinikum Hamburg-Eppendorf für den besten Studentenunterricht.
Am 25. November 2011 wurde Rieß der Hamburger Bürgerpreis wegen seines Engagements für die „Herzbrücke“ verliehen.
Am 6. Februar 2018 erhielt Rieß im Hamburger Rathaus das Verdienstkreuz am Bande des Verdienstordens der Bundesrepublik Deutschland für sein langjähriges ehrenamtliches Engagement im Projekt „Herzbrücke“. Das Projekt „Herzbrücke“ ist eine Kooperation zwischen der Albertinen-Stiftung und dem Albertinen Herz- und Gefäßzentrum und ermöglicht herzkranken Kindern aus Afghanistan eine lebensrettende Operation. Die Auszeichnung wurde von Hamburgs Gesundheitssenatorin Cornelia Prüfer-Storcks im Rahmen einer Feierstunde überreicht.
Rieß wurde mehrfach in den Ärztelisten des Magazins Focus und des Stern als empfohlener Herzchirurg geführt.

## Mitgliedschaften
Rieß ist Mitglied der Deutschen Gesellschaft für Thorax-, Herz- und Gefäßchirurgie (DGTHG), der European Association of Cardio-Thoracic Surgeons und von Rotary International.

## Privates
Rieß ist verheiratet mit der Musiktherapeutin Annette Rieß, gemeinsam haben sie sechs Kinder.

## Werke
- In-vitro-Züchtung von zwei- und dreifach antibiotikaresistenten Haemophilus influenzae-Bakterien und Charakterisierung deren Plasmid-DNA. Dissertationsschrift von FC Rieß an der Universität Hamburg, 1983.
- Rekombinantes Hirudin als Antikoagulans für den kardiopulmonalen Bypass. Habilitationsschrift von FC Rieß an der Universität Gießen, 2000.
- F. C. Rieß, B. Pötzsch, G. Müller-Berghaus: Recombinant hirudin as an anticoagulant during cardiac surgery. In: R. Pifarré (Hrsg.): New Anticoagulants for the Cardiovascular Patient. Hanley and Belfus, Philadelphia 1997, S. 197–221.
- F. C. Rieß, P. Kremer, K. P. Kunze, C. Loewer, F. Schoeneich, J. Schofer, J. Untiedt, N. Bleese: Minimally invasive coronary artery bypass grafting in patients with severe concomitant diseases. In: J. Ennker (Hrsg.): Cardiac Surgery and Concomitant Disease. Steinkopff Verlag, Darmstadt 1999, S. 77–82.
- F. C. Rieß, B. Pötzsch: Blutgerinnung und ihre Störungen. In: V. Schumpelick, N. Bleese, U. Mommsen (Hrsg.): Chirurgie. 7. Auflage. Thieme Verlag, Stuttgart 2006, S. 114–126.
- F. C. Rieß, B. von Essen, M. Liehn: Kardiochirurgie. In: I. Middelanis, M. Liehn, L. Steinmüller, R. Döhler (Hrsg.): OP-Handbuch. 3. Auflage. Springer, Heidelberg 2003, S. 301–345.
- A. Greinacher, F. C. Rieß et al: Hirudin in der vaskulären Medizin. Greinacher A (Hrsg.), 1. Auflage. UNI-MED Verlag, Bremen 2001.
- F. C. Rieß, B. von Essen, M. Liehn: Kardiochirurgie. In: I. Middelanis, M. Liehn, L. Steinmüller, R. Döhler (Hrsg.): OP-Handbuch. 4. Auflage. Springer, Heidelberg 2007, S. 317–362.
- F. C. Rieß, U. Kammin, M. Liehn, B. von Essen, A. Urbahns, L. Hansen: Kardiochirurgie. In: I. Middelanis, M. Liehn, L. Steinmüller, R. Döhler (Hrsg.): OP-Handbuch. 5. Auflage. Springer, Heidelberg 2011, S. 337–379.
- F. C. Rieß, U. Kammin, M. Liehn, A. Urbahns, L. Hansen: Kardiochirurgie. In: I. Middelanis, M. Liehn, L. Steinmüller, R. Döhler (Hrsg.): OP-Handbuch. 6. Auflage. Springer, Heidelberg 2016, S. 349–393.
- F. C. Rieß, U. Kammin, A. Urbahns: Kardiochirurgie. In: M. Liehn, B. Lengersdorf, L. Steinmüller, R. Döhler (Hrsg.): OP-Handbuch. 7. Auflage. Springer, Berlin/Heidelberg 2019, S. 341–388.
- B. Pötzsch, F. C. Rieß: Blutgerinnungsstörungen. In: V. Schumpelick, N. Bleese, U. Mommsen (Hrsg.): Chirurgie. 8. Auflage. Thieme Verlag, Stuttgart, S. 200–205.
- F. C. Rieß, N. Bleese: Herz. In: V. Schumpelick, N. Bleese, U. Mommsen (Hrsg.): Chirurgie. 8. Auflage. Thieme Verlag, Stuttgart, S. 523–553.
- A. Koster, W. Dietrich, F. C. Rieß: Antikoagulation in der Kardiochirurgie. In: B. Pötzsch, K. Madlener (Hrsg.): Haemostaseologie. 2. Auflage. Springer, Heidelberg 2010, S. 637–645.